# Соммеро (Нижній Рейн)
Соммеро (фр. Sommerau) — муніципалітет у Франції, у регіоні Ельзас, департамент Нижній Рейн. Соммеро утворено 1 січня 2016 року шляхом злиття муніципалітетів Алленвіллер, Біркенвальд, Саленталь i Сенгрист. Адміністративним центром муніципалітету є Алленвіллер. Населення — 1524 особи (01.01.2021).